# Charlotte Bay
Die Charlotte Bay (französisch Baie Charlotte; spanisch Bahía Carlota) ist eine Bucht an der Danco-Küste des antarktischen Grahamlands. Sie erstreckt sich über eine Länge von etwa 19 km in nord-südlicher Ausrichtung zwischen der Reclus-Halbinsel und Kap Murray.
Entdeckt wurde sie bei der Belgica-Expedition (1897–1899) unter der Leitung des belgischen Polarforschers Adrien de Gerlache de Gomery. Benannt ist sie vorgeblich nach einem Finanzier des französischen Hydrographen Georges Lecointe (1869–1929), einem Teilnehmer der Expedition. Nach anderer Darstellung handelt es sich bei „Charlotte“ um Lecointes Schwester.